# Atrichopogon transiens
Atrichopogon transiens är en tvåvingeart som först beskrevs av Walker 1848.  Atrichopogon transiens ingår i släktet Atrichopogon och familjen svidknott.
Artens utbredningsområde är Hudson Bay. Inga underarter finns listade i Catalogue of Life.